# اچ‌ام‌اس گانت (۱۸۷۸)
اچ‌ام‌اس گانت (۱۸۷۸) (به انگلیسی: HMS Gannet (1878)) یک کشتی بود که طول آن ۱۷۰ فوت (۵۲ متر) بود. این کشتی در سال ۱۸۷۸ ساخته شد.